# Can Flotats
Can Flotats és un edifici d'el Masnou (Maresme).

## Descripció
Casa als quatre vents de planta rectangular, que consta de planta baixa i pis amb la coberta de teules àrabs a quatre aigües amb ràfec. La casa està envoltada de jardí i s'ubica a la cantonada del carrer Fontanills amb el carrer del Pintor Miquel Villà. La planta baixa està a una cota superior del carrer i per accedir-hi es remunta una doble escalinata que dóna a una terrassa amb balustrada d'obra.
La façana es disposa de forma simètrica a partir de tres eixos de verticalitat: a la planta baixa hi ha la porta d'accés centrada amb una finestra a cada banda, totes amb linda. Al pis, destaca un balcó continu de balustrada d'obra amb la part central curvilínia i tres obertures d'arc de mig punt protegides amb persianes de llibret de fusta.
Coronant la façana, en l'eix central, sobresurt un plafó de rajoles (6 x 3) representant la mare de Déu amb el fill en braços.